# Edd China
Edward John China (Londra, 9 maggio 1971) è un conduttore televisivo e meccanico britannico.

## Biografia
Si diploma presso la King Edward's School di Witley, specializzandosi poi presso la London South Bank in Product Design Engineering. È noto per i programmi televisivi Affari a quattro ruote e Auto Trader, entrambi condotti con Mike Brewer, e per la sua partecipazione a show radiofonici nel Regno Unito. È stato inoltre anche ospite del programma Top Gear. Il 21 marzo 2017 China ha annunciato sul proprio canale YouTube di aver lasciato la trasmissione Affari a quattro ruote a causa delle divergenze con la nuova direzione del programma.
Vanta numerosi record di velocità del Guinness dei primati, realizzati con alcuni originali veicoli a motore di sua progettazione e costruzione, fra i quali una toilette, un letto, una casetta da giardino e una postazione da ufficio. Ha creato, inoltre, un veicolo anfibio, che si trasforma da automobile a imbarcazione in appena 15 secondi e che in acqua raggiunge la velocità di 38 nodi (70 km/h). China è anche fondatore e presidente della Cummfy Banana Limited, che dal 1999 disegna e produce prototipi personalizzati impiegati in eventi particolari.

## Record mondiali
| Data            | Descrizione                                                      | Record                                    | Status                                        |
| --------------- | ---------------------------------------------------------------- | ----------------------------------------- | --------------------------------------------- |
| ottobre 1998    | Mobilio più veloce                                               | 140 km/h; 87 mph                          | Superato da Edd China stesso (11 maggio 2007) |
| 9 novembre 2005 | Carrello della spesa dal motore più grande, "Trolleyshoppus Rex" | 2,99 × 1,80 × 3,47 m; 9,8 × 5,9 × 11,4 ft | Record                                        |
| 9 novembre 2006 | Ufficio più veloce, "Hot Desk"                                   | 140 km/h; 87 mph                          | Record                                        |
| 11 maggio 2007  | Mobilio più veloce                                               | 148 km/h; 92 mph                          | Battuto da Perry Watkins (5 settembre 2010)   |
| 7 novembre 2008 | Letto più veloce, "‘Street Sleeper"                              | 111 km/h; 69 mph                          | Record                                        |
| 10 marzo 2011   | Gabinetto più veloce, "Bog Standard"                             | 68 km/h; 42.25 mph                        | Record                                        |
| 11 aprile 2011  | Capannone da giardino più veloce, "'Gone to Speed"               | 94 km/h; 58.41 mph                        | Record                                        |